# Rauchkogel (Heißingfelding)
Der Rauchkogel ist ein 2208 m ü. A. hoher Berg in der Ankogelgruppe der Zentralalpen im österreichischen Bundesland Salzburg.

## Lage und Umgebung
Der Rauchkogel erhebt sich in der Katastralgemeinde Heißingfelding der Marktgemeinde Bad Hofgastein. Zu den Bergen in der Umgebung zählen der 2423 m ü. A. hohe Frauenkogel im Nordosten und der 2467 m ü. A. hohe Gamskarkogel im Südosten. Die am Berg entspringenden Bäche Feldinggraben und Heißinggraben sind mittels des Heißing-Kanals Zubringer der Gasteiner Ache.
Zwei Almen sind die Grußberg-Heimalm an den westlichen Hängen des Rauchkogels und die Rastötzenalm im Talkessel im Norden. Der zur Ortschaft Heißingfelding gehörende Einzelhof Planitzen steht an den südwestlichen Hängen.
Über die nördlichen und östlichen Hänge verläuft der Weitwanderweg Zentralalpenweg. Am Gipfelkreuz sind die Namen von mehreren am Rauchkogel Verunglückten und Vermissten angebracht. Besonders der steile Aufstieg von der dem Gasteinertal zugewandten Seite gilt als gefährlich.

## Geologie
In geologischer Hinsicht finden sich rund um den Gipfel des Rauchkogels Marmor, Phyllit und Glimmerschiefer. Bergabwärts folgen im Norden und Süden Prasinit und Amphibolit. Daran wiederum schließt im Norden klastisches Sediment an.

## Fauna und Flora
Am Berg leben Gämsen, Murmeltiere und Kolkraben. Die Gamswild-Ruhezone Rauchkogel an den südwestlichen Hängen in Gipfelnähe darf von 1. Dezember bis 31. Mai nicht betreten werden. Daran schließt weiter im Südwesten die Rotwild-Ruhezone Grünberg Heimalm an, in der von 1. November bis 31. Mai der Zutritt verboten ist. Nördlich und östlich des Gipfels gibt es Bestände der Rostblättrigen Alpenrose (Rhododendron ferrugineum). An den nördlichen Hängen finden sich Lärchen-Wälder, die von Grünerlen-Buschwald unterbrochen werden.